# Joan Sanxo i Farrerons
Joan Sanxo i Farrerons (1887-1957) va ser un escriptor i editor català.
Sobresurt com a sardanista, promotor del nudisme i com a autor i editor de literatura eròtica. Ideològicament, s'inclinà vers l'anarquisme. Va utilitzar diversos pseudònims, com ara Laura Brunet, Víctor Ripalda o Johannus.

## Biografia
Es desconeix el lloc i la data exacta de naixement, però se sap que va ser el 1887.
L'any 1907 va ser un dels promotors del primer Aplec de la Sardana, celebrat a Vil·la Joana (Vallvidrera). Amb aquest motiu va escriure un poema que va ser musicat pel mestre Eusebi Guiteras.
El 1912 va intervenir juntament amb Francesc Curet i altres, en la creació del setmanari El Teatre Català.
Durant la dècada de 1920 s'establí com a editor a Barcelona (editorial J. Sanxo, Impremta Laietana). Va publicar nombroses col·leccions de literatura eròtica en castellà, com ara Biblioteca Fauno, La novela selecta, Aventuras galantes de la Pompadour, La novela del día, etc. També va ser l'autor d'alguns títols d'aquestes col·leccions, signant amb els pseudònims Laura Brunet i Victor Ripalda (aquest darrer reservat exclusivament a les obres de caràcter obertament pornogràfic).
Així mateix, va ser l'editor de les anomenades "revistes sicalíptiques”, és a dir, llicenciones i/o obscenes, El Nandu de Llofriu (1922-23), que va néixer com una escissió de Papitu, i La Tuies (1923-1927), continuadora de l'anterior, totes en català.
Per la seva activitat en l'àmbit de la pornografia va ser perseguit per la censura i detingut diverses vegades.
També va ser capdavanter en l'edició de còmics (Boliche).
L'any 1931 va publicar, sota el pseudònim Laura Brunet, la seva obra més coneguda, Desnudismo integral, que suposava una fita molt important per a la difusió del nudisme. També va ser l'editor de la revista Biofilia, sobre el mateix tema.
Durant els anys trenta del segle xx va actuar com a promotor de combats de boxa mitjançant una empresa denominada “Espectacles Barcino Star”. Va ser mànager del boxejador Lluís Logan i va tenir tractes amb el púgil Kid Tunero.
Durant la Segona República i especialment durant els anys de la Guerra Civil, Joan Sanxo i Farrerons es va apropar a l'anarquisme editant cartells i col·leccions de llibres com Estampas de la Revolución i Rojo y Negro, on també va signar textos amb el pseudònim Laura Brunet.
Es perd la seva pista després de la victòria feixista a la Guerra Civil espanyola. Alguns indicis apunten que podria haver-se exiliat a Mèxic.